# Де Лос Сантос Ариас, Нельсон Карло
Нельсон Карло де Лос Сантос Ариас (исп. Nelson Carlo de Los Santos Arias; родился в 1985, Санто-Доминго, Доминиканская республика) — латиноамериканский режиссёр и сценарист. В 2024 году получил «Серебряного медведя» за лучшую режиссуру 74-го Берлинского кинофестиваля за документальный фильм «Пепе».

## Биография
Нельсон Карло де лос Сантос Ариас родился в 1985 году в Санто-Доминго. Он изучал литературное творчество и медиаискусство в Иберо-Американском институте (UNIBE). В 2006 году переехал в Буэнос-Айрес, чтобы изучать кино, в 2008—2009 годах учился в Эдинбургском колледже искусств. В 2009 году дебютный фильм Лос Сантоса Ариаса «Она сказала, что он ходит» получил премию BAFTA за лучший экспериментальный короткометражный фильм. Режиссёр продолжил получать образование в CalArts в Лос-Анджелесе, где получил степень магистра искусств в области кино/видео (2014).
В 2024 году Лос Сантос Ариас получил «Серебряного медведя» за лучшую режиссуру. 74-го Берлинского кинофестиваля за художественный фильм «Пепе».